# Ramparts (videogioco)
Ramparts è un videogioco d'azione pubblicato a fine 1987-inizio 1988 per Amstrad CPC, Commodore 64 e ZX Spectrum dalla Go!, un marchio appartenente alla U.S. Gold. Si tratta di un clone del celebre arcade Rampage, uscito anche per i suddetti computer nello stesso periodo, e come l'originale ha elementi platform e picchiaduro, ma in questo caso l'ambientazione è fantasy medievale. I protagonisti sono due cavalieri trasformati in giganti che assaltano castelli (ramparts è traducibile "fortificazioni").

## Modalità di gioco
Il giocatore controlla un cavaliere gigante in armatura completa e senza armi, che combatte con i pugni ferrati. Possono partecipare due giocatori in cooperazione simultanea, con due cavalieri un po' diversi tra loro nell'aspetto oltre che nel colore, senza possibilità di colpirsi a vicenda. Ogni livello è una schermata fissa con vista di profilo su un castello formato da un gruppo di torri di diverse altezze e larghezze. Il cavaliere può camminare in orizzontale a terra o in cima alle torri, arrampicarsi ai due lati delle torri, saltare, dare pugni in avanti. Solo su Commodore può dare anche pugni verso l'alto, e solo su Commodore e Amstrad pugni verso il suolo.
Mentre ci si arrampica si possono dare pugni in avanti contro la torre, sfondandone la parete, e quando su entrambi i lati di una torre ci sono buchi a sufficienza l'edificio crolla e scompare. L'obiettivo è abbattere tutte le torri, quindi si passa a un nuovo livello, con un castello di forma diversa, ma senza sostanziali differenze nell'azione.
I nemici sono streghe volanti che sganciano proiettili e soldati che lanciano frecce camminando a terra o affacciandosi da eventuali finestre più grandi, nonché altri che dipendono dalla versione: cannoni a terra su Commodore e Spectrum, draghi sputafuoco che camminano su Commodore. Il cavaliere ha una barra dell'energia e una sola vita. L'energia si può ricaricare mangiando il cibo che appare occasionalmente nei buchi fatti alle mura.